# 空手道
空手道（からてどう）または空手（からて、沖縄語発音: [kaɽati]）は、拳足を駆使する打撃技の武道である。
琉球王国時代の沖縄発祥で、起源には諸説があるが、沖縄固有の拳法である手の技術に加え、中国拳法の様々な流派や、日本の剣術（特に薩摩示現流）の影響も受けたという見方がある。
琉球王国において士族の嗜みであった空手は、大正時代に沖縄県から他の都道府県に伝えられ、昭和8年（1933年）に大日本武徳会において日本の武道として正式承認を受け、沖縄に大日本武徳会の支部が置かれる。1899年（明治32年）に始まる沖縄県から米国ハワイ州への移民、それに続く南米等への移民とともに海外に空手が広まる。さらに第二次世界大戦後は米軍関係者を通じて世界各地に広まった。現在普及している空手道は、沖縄の空手、試合方式の違いから寸止めルールや防具を使う直接打撃採用する伝統派空手、素手での直接打撃制ルールを採用するフルコンタクト空手などに大別できる。
今日の空手道は打撃技を主体とする格闘技であるが、沖縄古来の空手には取手（トゥイティー、とりて）、掛手（カキティー、かけて）と呼ばれる関節技や投げ技や掛け掴み技も含んでいた。また、徒手空拳の技以外に棒術、釵術、ヌンチャク術といった武器術も併せて修行するのが一般的である。沖縄では現在でも多くの沖縄系流派が古来の技術と鍛錬法を維持しているが、最近の本土系の流派では失伝した技を他の武術から取り入れて補う形で、総合的な体術への回帰、あるいは新たな総合武道へ発展を目指す流派・会派も存在する。

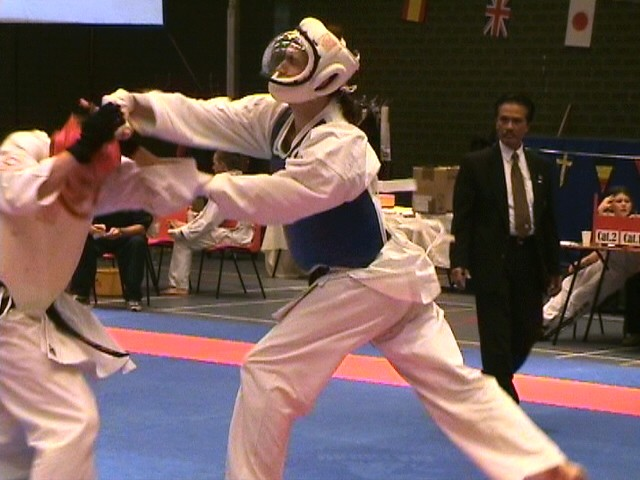
防具付き試合の一例

## 名称の変遷

### 手、唐手、空手、カラテ、KARATE
もともと明治初頭の頃の沖縄では手（ティー）もしくは唐手（トゥーディー、トーディー）と呼ばれる拳法があった（花城長茂説）。
1901年（明治34年）に沖縄県の学校の体育科で武術が採用された頃から、「唐手」と表記し「からて」と読むようになった。この際、唐手（からて）は「手」をも含めた琉球の拳法一般を指すようになった。従前の唐手（トゥーディー）とは意味する範囲が異なることに注意する必要がある。
「空手」の表記がいつから始まったかについては諸説がある。18世紀に編纂された正史『球陽』には、京阿波根実基が「空手」の使い手であったことが記されているが、この「空手」が今日の空手と同じものかは史料が乏しいため判然としない。船越義珍は、もともと「沖縄には『から手』という呼び方があったことは事実である」しつつ、それが「唐手」なのか「空手」なのかは不明であるとしている。つまり、琉球王国時代から「空手」という表記があった可能性を指摘しているが、史料では証明されていない。
近代以降の「空手」表記の初出は、1905年（明治38年）に花城長茂が空手空拳の意味で使い始めたものである。ついで、大正年間の船越義珍や本部朝基の著作に断片的に「空手」を使用している。
本格的に「空手」表記が普及したのは、1929年（昭和4年）に慶應義塾大学唐手研究会（師範・船越義珍）が般若心経の空の概念を参考にして用いたのがきっかけであり、東京を中心に広まった。
また、「空手(からて）」表記が普及する以前から、柔術諸派では「空手術（くうしゅじゅつ）」を用いていた。これは徒手空拳を意味し、特に当て身を意味した。大日本武徳会が昭和9年に唐手術部門を新たに開設した際に、唐手術として登録し直された総合系柔術（空真流、神道自然流）においても、当て身技を空手術（くうしゅじゅつ）と呼んでいた。「唐手（とうで）」「唐手（からて）」「空手（くうしゅ）」という表現が混淆して、空手（からて）という呼び名が誕生したとも考えられる。
1936年（昭和11年）10月25日、那覇で花城長茂、喜屋武朝徳、本部朝基、宮城長順、城間真繁、知花朝信、許田重発、仲宗根源和が集まった「空手座談会」（琉球新報社主催）が開かれ、「唐手」を「空手」に改めることが決まった。1960年代までは「唐手」表記もしばしば用いられたが、現在では「空手」表記が一般化し定着している。
1980年代からは主にフルコンタクト系の空手団体において「カラテ」や「KARATE」の表記も使用するようになった。

### 「道」の付加
空手（唐手）に「道」を付加した、「空手道」「唐手道」の表記の始まりについても諸説がある。
船越義珍によると慶応大学唐手研究会で「大日本拳法空手道」を用いた。時期は慶応大学空手部の当時の記録によれば、1929年（昭和4年）もしくは1930年（昭和5年）であったという。改称理由について、沖縄唐手は大学において「科学的に解剖され分析され研究され批判された」結果、一度解体される必要性が生じたため、新しく日本精神に基づいて日本の武道として再組織されて「空手道」に改めたとしている。
一方で、同じく船越義珍が師範を務めていた東大唐手研究会でも同時期に「唐手道」の名称を使用していた。その理由について、船越義珍の伝えた沖縄唐手は組み手の技法を伝えず「型法の修練」に終始したが、これは「唐手道」到達における前段階にすぎず、これに試合制を加味してはじめて「唐手道」に至るのであるとしている。
| 15 - 18世紀  | 19世紀               | 1900年代 -     | 1920年代 - | 1920年代 - | 1980年代 -     |
| ------------ | -------------------- | -------------- | ---------- | ---------- | -------------- |
| 手（ティー） | 手（沖縄手）         | 唐手（からて） | 唐手術     | 空手（道） | カラテ、KARATE |
| 手（ティー） | 唐手（トゥーディー） | 唐手（からて） | 唐手拳法   | 空手（道） |                |

※上記表はあくまで概略図であり、実際の名称の変遷は多少の時期の重複を含む。

## 空手の歴史

### 空手の起源
空手の起源に関しては諸説あるが、主なものは下記の通りである。

#### 久米三十六姓輸入説
那覇の久米村（クニンダ、現・那覇市久米）に、1392年、当時の明の福建省から「閩（ビン）人三十六姓」と呼ばれる職能集団が移住してきたとされる。彼らは琉球に先進的な学芸、技能等をもたらしたが、この時、空手の起源となる中国拳法も同時にもたらされたとする説。ただし当時は中国でも拳法が未発達だったことが知られており今日ではこの説に疑問を呈する見解もある。同じ中国伝来説に、禁武政策以降にもたらされたとする「慶長輸入説」や『大島筆記』の記述を元に公相君が伝えたとする「大島筆記説」等もある。

#### 「舞方」からの発展説
舞方（メーカタ、前方とも）は、琉球舞踊の一種である。沖縄の田舎には舞方と呼ばれる音曲にあわせて踊る武術的な舞踊があり、戦前まで各地に見られた。また、日本の「奴（やっこ）」のように、舞踊行列において前払いをする者は前方（メーカタ）と呼ばれ、行列の先頭で音曲に合わせて空手のような武術的な踊りをしていたともいう。こうした武術的要素をもった舞方から「手（ティー）」が生まれ唐手へと発展した、ないしは舞方の中に唐手発達以前の「手」の原初的姿が残されている、とする説。安里安恒やその弟子の船越義珍がこの説を唱えている。
この「手」に中国武術が加味されて唐手へと発展したとする説は今日の主流になっている。本部朝基の「（支那拳法が）琉球在来の武術と合し、取捨選択洗練の結果、唐手として隆々発達を遂げた」とする説や、宮城長順が記す「慶長輸入説」のうち、「外来の拳法が在来の『手』と合流して異常の発達を遂げ」たとする説もこれに該当する。
他にも、沖縄角力（シマ）からの発展説、本土から伝来していた柔術が起源とする説などがある。

### 琉球王国時代

#### 唐手佐久川の以前と以後
琉球の歴史において、唐手（とうで、トゥーディー）の文字が初めて現れるのは唐手佐久川（とうでさくがわ）とあだ名された佐久川寛賀においてである。佐久川は20代の頃（19世紀初頭）、当時の清へ留学し中国武術を学んできたとされ、この佐久川が琉球へ持ち帰った中国武術に、以前からあった沖縄固有の武術「手（ティー）」が融合してできたものが、今日の空手の源流である唐手であったと考えられている。
佐久川以降、「手」は唐手に吸収・同化されながら、徐々に衰退していったのであろう。一般に空手の歴史を語る際、この唐手と「手」の区別が曖昧である。それゆえ、狭義の意味での唐手の歴史は佐久川に始まるというが、厳密に言えば、佐久川はあくまで「トゥーディー」＝中国武術の使い手であり、「日本の武技の手・空手」の起源を考えるならば、佐久川の弟子の松村宗棍以降になるともいわれる。「手」も含めた沖縄の格闘技全般という意味での空手の歴史は、もちろんそれ以前にさかのぼる。以下、広義の意味での空手の歴史について叙述する。

#### 薩摩藩の琉球侵攻と禁武政策

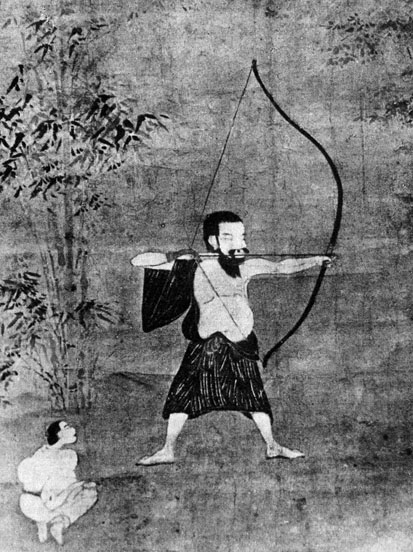
伝我謝盛保筆『我謝親方弓射図』（19世紀初期）。剣術、槍術、弓術は琉球貴族のたしなみであった。禁武政策と空手発展の因果関係は、近年、疑問視されることも多い。

琉球の沖縄本島では二度にわたって禁武政策が施工されている。
一度目は尚真王（在位1476年 - 1526年）の時代に実施されたもので、このとき国中の武器が集められて王府で厳重に管理されるようになったとされる。
二度目は1609年（慶長14年）の薩摩藩による琉球侵攻後に実施されたという禁武政策（1613年の琉球王府宛通達）で、武器の所持を禁じたとされる。
琉球の沖縄本島では空手が発展した理由として、これら禁武政策で武器を取り上げられた琉球士族が薩摩藩の武士ら対抗するため、武器を用いない空手を発達されたとする説がある。
実際、琉球には薩摩の影響が及んでおり、は尚育王の御側守役となった松村宗棍は、那覇の薩摩藩在番奉行・町田平の知遇を得て、薩摩の剣術である示現流を習得した。松村の門人・糸州安恒が、後年に唐手術の「形」に「段」の名称をつけたのは、師匠である松村の示唆に従い、示現流の目録から援用したものである。
しかし、禁武政策と空手発達の因果関係については、近年疑問視されている。
尚真王による禁武政策とされるものについては「百浦添欄干之銘」（1509年）にある「もっぱら刀剣・弓矢を積み、もって護国の利器となす」という文言が、従来は「武器をかき集めて倉庫に封印した」と解釈されてきたが、近年では沖縄学の研究者から「刀や弓を集めて国の武器とした」と解釈するのが正しいとする指摘がなされている。
また、薩摩藩による禁武政策もこの通達は帯刀など武器の携帯を禁じるものであったが、所持や稽古まで禁じない、比較的緩やかな規制であったことが指摘されている。。実際、薩摩への服属後も、剣術・槍術・弓術などの達人が輩出されている。

#### 手（ティー）の時代
古くは16世紀、命を狙われた京阿波根実基（きょうあはごんじっき）が「空手」という武術を用いて暗殺者の両股を打ち砕いたとの記述が正史『球陽』（1745年頃）にあり、これは唐手以前の素手格闘術であったと考えられているが、これが現在の空手の源流武術であったのかは証明する史料に乏しく、その実態ははっきりしない。また、17世紀の武術家の名前が何人か伝えられているが、彼らがいかなる格闘技をしていたのか、その実態は明らかではない。明確に手（ティー）の使い手として多くの武人の名が挙がるのは、18世紀に入ってからである。西平親方、具志川親方、僧侶通信、渡嘉敷親雲上、蔡世昌、真壁朝顕などの名が知られている。
また、土佐藩の儒学者・戸部良煕が、土佐に漂着した琉球士族より聴取して記した『大島筆記』（1762年）の中に、先年来琉した公相君が組合術という名の武術を披露したとの記述があることが知られている。この公相君とは、1756年に訪れた冊封使節の中の侍従武官だったのでないかと見られており、空手の起源をこの公相君の来琉に求める説もあるが、組合術とは空手のような打撃技ではなく、一種の柔術だったのではないかとの見解もあり、推測の域を出ていない。
1784年に没した琉球士族の阿嘉直識の遺言書に「からむとう」なる武術の名前が記されているが、これが空手の起源であるかどうかは未詳である。また同遺言書は柔術を指す「やはら」についても記されており、少なくとも「からむとう」と柔術は別の武術と認識されていたようである。

#### 唐手（トゥーディー）の時代

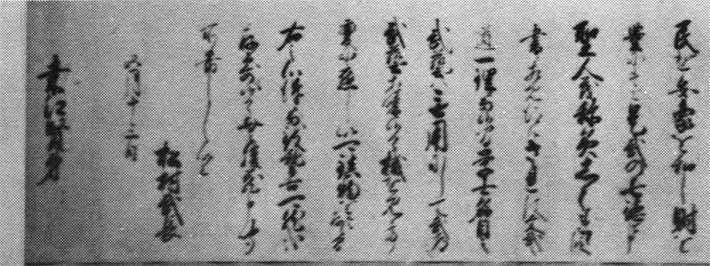
松村宗棍遺訓。武芸を三段階に分けて、型偏重（学士の武芸）を戒め、臨機応変の大切さを説き、武芸の目的はおのれのためではなく、国王や両親を守る（忠孝）ためにある（武道の武芸）と説く。

19世紀になると、唐手という名称が使われ出す。しかし、唐手と「手」の相違は判然としない。明治初頭の頃まで、唐手以前の「手」は特に沖縄手（おきなわて、ウチナーディー）と呼ばれ、唐手とは区別されていたとされるが、両者の間にどのような相違があったのかは不明である。19世紀以降の唐手の使い手としては、首里では佐久川寛賀とその弟子の松村宗棍、盛島親方、油屋山城、泊では宇久嘉隆、照屋規箴、那覇では湖城以正、長浜筑登之親雲上などである。この中でも、特に松村宗棍は琉球王国時代の最も偉大な唐手家の一人と言われている。琉球国王の御側守役（侍従武官）の職にあり、国王の武術指南役もつとめたという。
また、この頃から薩摩を経由して伝来した日本武術も、唐手の発展に影響を及ぼしたとされる。最初は薩摩の在番役人から示現流剣術やその分派の剣術を修業する琉球士族の一部から伝わったものと思われるが、18世紀には薩摩藩士を介さず琉球士族から示現流剣術を学ぶ者もあった。また、松村宗棍のように、薩摩に渡って示現流を修業してくる者もいた。空手の「巻藁突き」は、示現流の「立木打ち」からヒントを得たとも言われている。また、空手の一撃必殺を追求する理念にも、示現流の影響があるという説もある。
さて、空手に流派が登場するのは、空手が本土に伝えられた大正末期以降である。それ以前は、空手の盛んだった地域名から、単に首里手、泊手、那覇手の三つに、大まかに分類されていたにすぎない。もっとも首里士族の中には首里手以外に、泊手や那覇手も同時に習っていた例もあり、この分類もあまり厳密に受け取るべきではないと言えよう。

### 廃藩置県後

#### 唐手（からて）の公開（明治時代）
元来、琉球士族の間で密かに伝えられてきた唐手であるが、明治12年（1879年）、琉球処分により琉球王国が滅亡すると、唐手も失伝の危機を迎えた。唐手の担い手であった琉球士族は、一部の有禄士族を除いて瞬く間に没落し、唐手の修練どころではなくなった。不平士族の中には清国へ逃れ（脱清）、独立運動を展開する者もいた。開化党（革新派）と頑固党（保守派）が激しく対立して、士族階層は動揺した。
このような危機的状況から唐手を救ったのが糸洲安恒である。明治38年（1905年）、唐手が沖縄県中学校（現・首里高等学校）および沖縄県師範学校で正科として採用されると、糸洲は唐手師範として花城長茂、屋部憲通等とともに指導にあたった。その際、読み方も「トーディー」から「からて」に改められた。唐手は糸洲によって一般に公開され、また武術から体育的性格へと変化することによって、生き延びたのである。糸洲の改革の情熱は、型の創作や改良にも及んだ。生徒たちが学習しやすいようにとピンアン（平安）の型を新たに創作し、既存の型からは急所攻撃や関節折りなど危険な技が取り除かれた。
このような動きとは別に、中国へ渡った沖縄県人の中には、現地で唐手道場を開いたり、また現地で中国拳法を習得して、これを持ち帰る者もいた。湖城以正、東恩納寛量、上地完文などがそうである。もっとも、日中国交回復後、日本から何度も現地へ調査団が派遣されたが源流武術が特定できず、また中国武術についての書籍や動画が出回るにつれ、彼らが伝えた武術と中国武術とはあまり似ていないという事実が知られるようになると、近年では研究者の間で彼らの伝系を疑問視する声も出てきている。

#### 本土へ（大正時代）

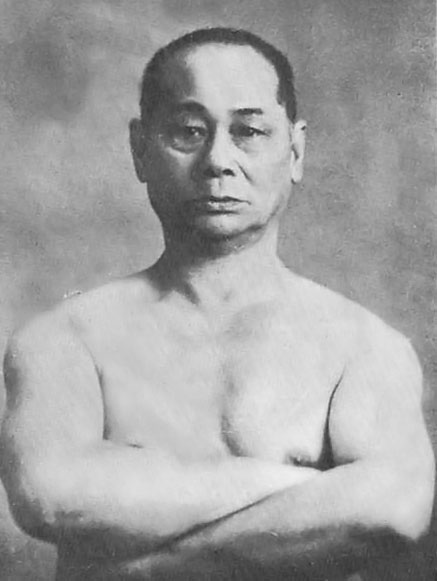
52歳の頃に外国人ボクサーを一撃で倒した本部朝基。空手の真価を実力でもって証明し、空手の存在を一躍全国に知らしめた。

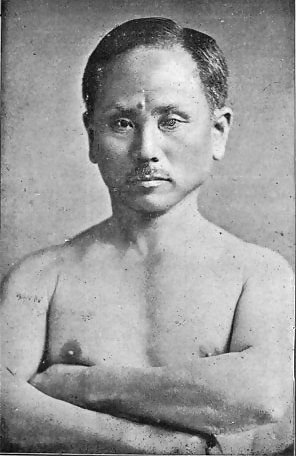
船越義珍。本土において初めて空手を本格的に指導し、また史上初の空手書の出版などを通じて、その普及に尽力した。

最近の研究によれば、最初に本土へ唐手を紹介したのは、明治時代に東京の尚侯爵邸に詰めていた琉球士族たちである。彼らは他の藩邸に招かれて唐手を披露したり、揚心流や起倒流などの柔術の町道場に出向いて、突、蹴を披露していた。
また、1908年（明治41年）、沖縄県立中学校の生徒が京都武徳会青年大会において、武徳会の希望により唐手の型を披露としたとの記録があり、このとき「嘉納博士も片唾を呑んで注視してゐた」というように、本土武道家の中にはすでにこの頃から唐手の存在に注目する者もいた。
しかし、本格的な指導は、富名腰義珍（後の船越義珍）や本部朝基らが本土へ渡った大正以降である。1922年（大正11年）5月、文部省主催の第一回体育展覧会において、富名腰は唐手の型や組手の写真を二幅の掛け軸にまとめてパネル展示を行った。この展示がきっかけで、翌6月、富名腰は嘉納治五郎に招待され、講道館で嘉納治五郎をはじめ200名を超える柔道有段者を前にして、唐手の演武と解説を行った。富名腰はそのまま東京に留まり、唐手の指導に当たることになった。（船越義珍#本土時代も参照。）
同じ頃、関西では本部朝基が唐手の実力を世人に示して、世間を驚嘆させた。同年11月、たまたま遊びに出かけていた京都で、本部はボクシング対柔道の興行試合に飛び入りで参戦し、相手のロシア人ボクサーを一撃のもとに倒した。当時52歳であった。この出来事が国民的雑誌『キング』等で取り上げられたことで、本部朝基の武名は一躍天下に轟くことになり、それまで一部の武道家や好事家のみに知られていた唐手の名が、一躍全国に知られるようになったと言われている。本部は同年から大阪で唐手の指導を始めた。富名腰や本部の活動に刺激されて、日本本土では大正末期から昭和にかけて大学で唐手研究会の創設が相次いだ。
また、本部のこの試合の勝利は、屋部憲通のハワイ唐手実演会（1927年）でも紹介され、海外での初期の唐手宣伝にも一役買った。ジェームズ・ミトセやエド・パーカー（エルヴィス・プレスリーの武術師匠）等、ハワイ出身のアメリカン拳法（ケンポー・カラテ）の創始者達が、本部朝基との伝系のつながりを主張しているのも、こうした宣伝が影響を及ぼしたと考えられる。
沖縄では、大正13年（1924年）、本部朝勇が会長となって「沖縄唐手研究倶楽部」が設立され、さらに大正15年（1926年）には「沖縄唐手倶楽部」へと発展しながら、在沖縄の唐手の大家が一堂に会して、唐手の技術交流と共同研究の試みが行われた。参加者は花城長茂、本部朝勇、本部朝基、喜屋武朝徳、知花朝信、摩文仁賢和、宮城長順、許田重発、呉賢貴など、そうそうたる顔ぶれであった。

#### 空手道の誕生（昭和初期）

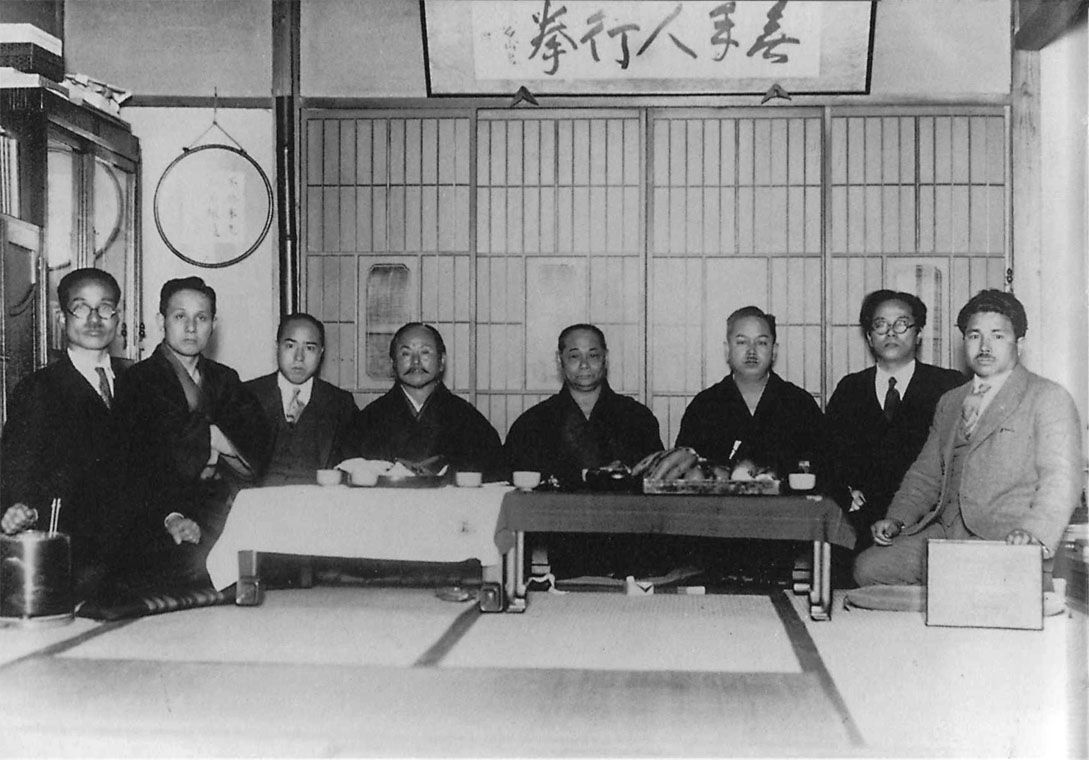
本土で活躍する空手の大家が一堂に会した写真。左から、遠山寛賢（修道館）、大塚博紀（和道流）、下田武（船越高弟）、船越義珍（松濤館流）、本部朝基（本部流）、摩文仁賢和（糸東流）、仲宗根源和（空手研究社）、平信賢（保存振興会）。東京、1930年代。

昭和に入ると、摩文仁賢和、宮城長順、遠山寛賢らも本土へ渡って、唐手の指導に当たるようになった。1934年（昭和9年）、大日本武徳会においてそれまでは柔術部門の科目とされていた唐手術が正式に部門として昇格し、同時に昭和9-12年には、小西康裕（神道自然流）、上島三之助（空真流）、宮城長順（剛柔流）といった人たちに教士号が授与された。 これは沖縄という一地方から発祥した唐手が晴れて日本の武道として認められた画期的な出来事だった。
また、近年になり、こうした本土への空手普及には柔道の嘉納治五郎が深く関わっていたことが知られ始めている。1927年（昭和2年）に沖縄県の唐手術を視察した嘉納治五郎は、宮城長順ならびに摩文仁賢和と交流し、意気投合した。嘉納は両師範に上京して唐手術を本土に普及させてほしいと依頼するととにも、その後の宮城長順による大日本武徳会を通じた普及活動にはいろいろと便宜を図ったと思われる。（宮城はすぐに教士に列せられたが、船越は下位の錬士にしか列れられなかった）宮城長順は嘉納の武道思想の影響を受け始めたこの頃から「唐手道」という表記を用い始めている。両者の手紙による交流は長く続いたという。また、嘉納治五郎は沖縄視察から帰京すると、精力善用国民体育という初等中等学校向けの兵式体操（突き蹴りが中心）のようなものを考案したが、そこには剛柔流の基本の影響が見てとれるという。
1929年（昭和4年）、船越義珍が師範を務めていた慶應義塾大学唐手研究会が般若心経の「空」の概念から唐手を空手に改めると発表したのをきっかけに、本土では空手表記が急速に広まった。さらに他の武道と同じように「道」の字をつけ、「唐手術」から「空手道」に改められた。沖縄でも1936年（昭和11年）10月25日、那覇で「空手大家の座談会」（琉球新報主催）が開催され、唐手から空手へ改称することが決議された。このような改称の背景には、当時の軍国主義的風潮への配慮（唐手が中国を想起させる）もあったとされている。なお、空手の表記は、花城長茂が、明治38年（1905年）から使用していたことが明らかとなっている。また本土の柔術諸派では空手術（くうしゅじゅつ）という表現が徒手空拳の当て身をさす言葉として用いられていたことも関係している。
このような徒手格闘としての空手の競技化に当たり、当初もっとも研究されていたのは防具付き空手であった。昭和2年（1927年）、東京帝国大学の唐手研究会が独自に防具付き空手を考案し、空手の試合を行うようになった。これを主導したのは坊秀男（後の和道会会長・大蔵大臣）らであったが、当時この師範であった船越は激怒し、昭和4年（1929年）東大師範を辞任する事態にまで発展した。演武会などでは、唐手の武術として一端を見せるためにやむなく組手も披露したが、普段の練習では基本と型の練習に終始した。初期の高弟であった大塚博紀（和道流）や小西康裕（神道自然流）によると、船越は当初15の型を持参して上京したが、組手はほとんど知らなかったという。
ほかにも、本土では摩文仁賢和とその弟子である澤山宗海（勝）らが独自に防具付き空手を研究していた。また、沖縄では屋部憲通が防具を使った組手稽古を沖縄県師範学校ではじめた。こうした中で東京都千代田区九段に設立されたのが、後に全日本空手道連盟錬武会に発展する韓武舘である。いずれにしろ戦前の空手家が当初目指したのは、防具着用による組手方式であった。

### 戦後（本土）

#### 武道禁止令と活動再開
連合国占領期に連合国軍最高司令官総司令部（GHQ）の指令によって、文部省から出された「柔道、剣道等の武道を禁止する通達」のため、空手道の活動は一時、停滞した。しかし、この通達には「空手道」の文字が含まれていなかったため、空手道は禁止されていないとの文部省解釈を引き出して、空手道は他武道よりも、早期に活動を再開することができた。

#### 全国組織と競技空手の誕生

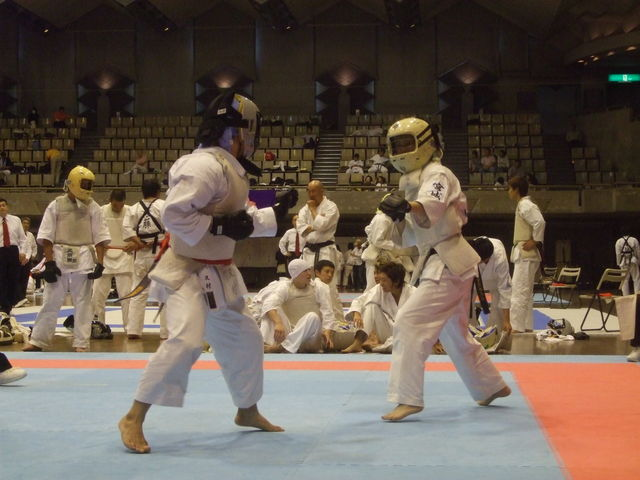
錬武会の防具付き空手

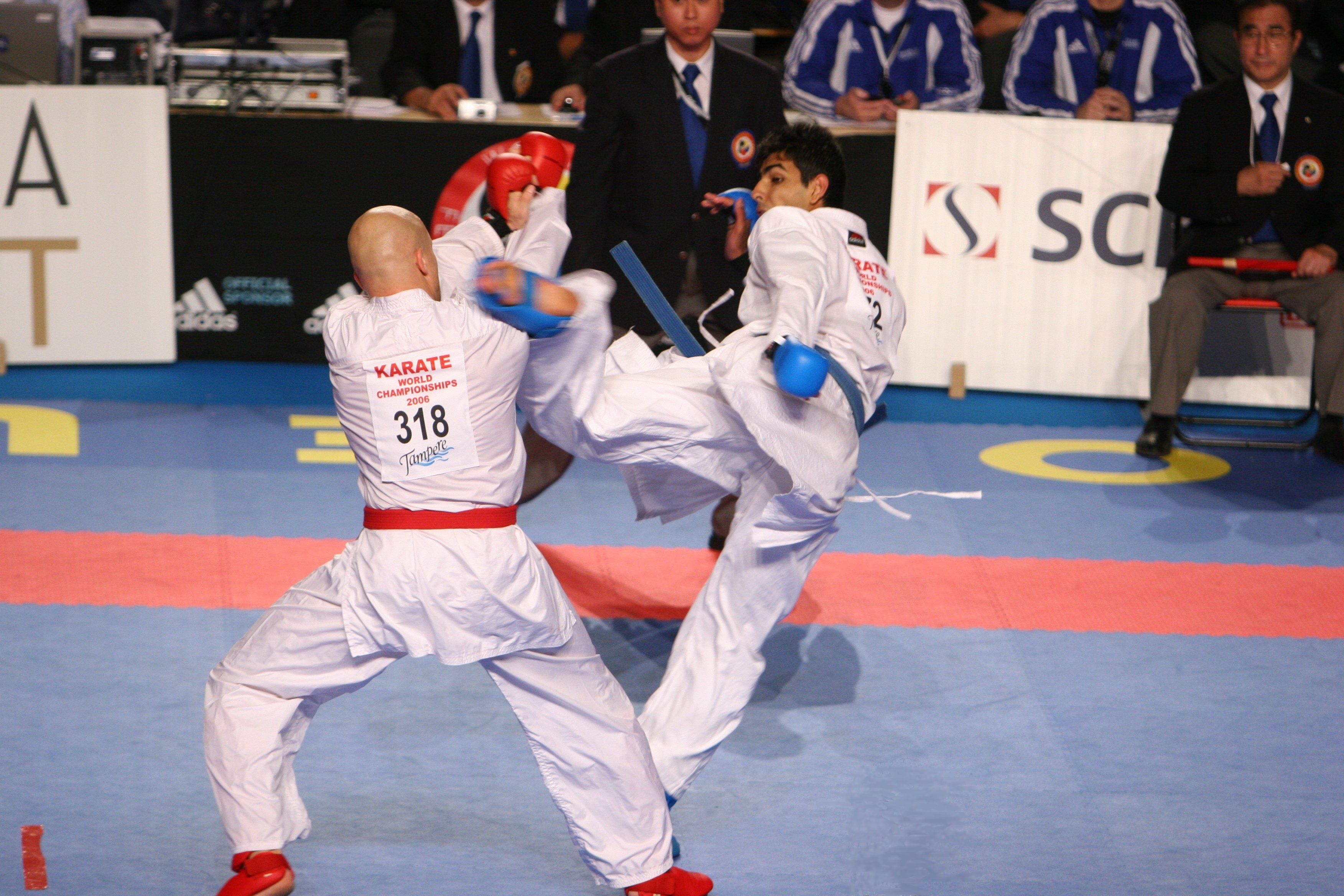
世界空手道連盟の試合風景（世界空手道選手権大会）

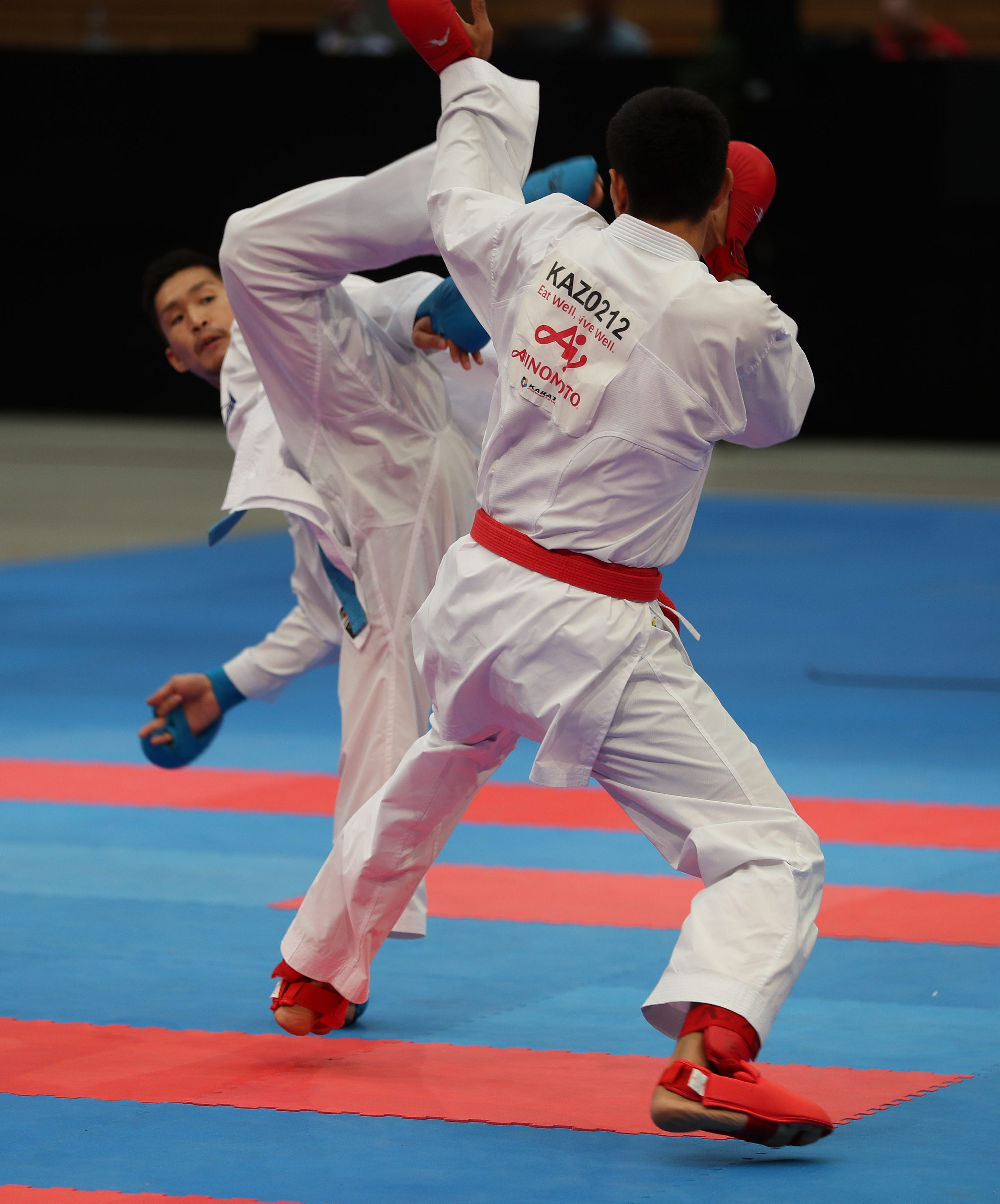
2020東京オリンピック銅メダルの荒賀龍太郎

空手道の競技化（試合化）は戦前から試みられていたが、試合化そのものを否定する考えもあり、組織的な競技化は実現していなかった。しかし1954年（昭和29年）錬武舘が「第1回全国空手道選手権大会」を防具付きルールで実施した。錬武舘（旧名・韓武舘）は遠山寛賢の無流派主義を受け継ぐ道場で、戦後の空手道言論界をリードした金城裕が防具付空手を主導した。この大会は全日本空手道連盟錬武会（以下錬武会）主催の全国防具付空手道選手権大会という名称で、空手道界最古の全国大会として現在も開催されている。
錬武舘は1959年（昭和34年）実業家であり内外タイムス社、代表取締役社長の蔡長庚から支援を受けて、全日本空手道連盟(旧)に発展。遠山寛賢の修道館を総本部とし、会長に蔡長庚、副会長に小西康裕（神道自然流）、金城裕（韓武館）、顧問に大塚博紀（和道流）、山田辰雄（日本拳法）、儀間真謹（松濤館流）、理事に保勇（少林寺流錬心舘）など当時の空手界重鎮多数が就任し、主催する全日本空手道連盟選手権大会には少林寺流錬心舘や日本千唐会等も参加していた。しかし当時の防具は安全性が十分に確保されていないものであり、危険度が高く、競技として普及するにはまだまだリスクの大きいものであった。
そのため、拓殖大学空手道部などが中心になって創案した「寸止めルール」が、次第に主流を占めることとなった。当たる寸前に技を止めるこのルールは年齢・性別を越えて容易に取り組むことができるとして、多くの流派で用いられることとなった。 こうして1950年（昭和25年）に結成された全日本学生空手道連盟の主催により1957年（昭和32年）に寸止め空手ルールによる「第1回全日本学生空手道選手権大会」が開催。同年には、日本空手協会主催により「全国空手道選手権大会」が開催された。
また1962年（昭和37年）には、山田辰雄が後楽園ホールで、「第一回空手競技会」としてグローブ空手の大会を開催した。
1964年（昭和39年）には、全日本空手道連盟（全空連）が結成された。全空連は四大流派をそれぞれ統括する日本空手協会（松濤館流）、松涛館（松濤館流）、剛柔会（剛柔流）、糸東会（糸東流）、和道会（和道流）、それ以外の諸派を統括する連合会、全日本空手道連盟(旧)であり防具付き空手諸派を統括する錬武会の6つの協力団体を中心に、「日本の空手道に統一的な秩序をもたらす」ことを目的として結成された。そして1969年（昭和44年）9月、全空連主催による伝統派（寸止め）ルールの「第1回全日本空手道選手権大会」が日本武道館で開催された。
しかし同年同月、伝統派空手に疑問を抱き、独自の理論で直接打撃制の空手試合を模索していた極真空手創始者の大山倍達によって、防具を一切着用しない、素手、素足の直接打撃制（足技以外の顔面攻撃禁止制）による第1回オープントーナメント全日本空手道選手権大会が代々木の東京体育館で開催され空手界に一大旋風を巻き起こした。一方の全日本空手道連盟は翌年、第1回世界空手道選手権大会を開催した。

#### 流派の乱立と空手の多様化
このように、空手道の全国化・組織化は着実に進んでいった。しかし、その一方で、もともと流派、会派などが存在しなかったと言われていた空手道界であったが、大日本武徳会を機に流派、会派など増え始めていった。1948年（昭和23年）、東京では船越義珍の門弟たちによって松濤館流最大会派である日本空手協会が結成され、1957年（昭和32年）4月10日、日本空手協会を社団法人として文部省が認可した。しかし1958年（昭和33年）には早くも空手道の試合化を否定する廣西元信たちが戦前からの松濤会を復活させ、独立していった。分裂、独立については、ほかの流派も事情は似たり寄ったりであった。遠山寛賢やその高弟らによって設立された錬武会のように、無流派主義を標榜する空手家や連盟もいたが、多数にはなり得なかった。
また、全空連の試合規則、いわゆる「寸止め（極め）」ルールに対する不満などから、大山倍達の極真会館に代表されるような、フルコンタクト空手という、直接打撃制スタイル（中には顔面攻撃を認める会派もある）を採用する団体もあらわれ、一大勢力を形成するようになった。しかし、大山倍達が存命中は一枚岩と言われていた極真会館もまた、大山の死後、極真を名乗る複数の団体に分裂し、独自会派を立ち上げる者が多数出現することになる。そして、極真会館出身の大道塾空道に代表されるような、打撃技に特化された現在の空手へのアンチ・テーゼとして、空手道に関節技や投げ技を取り入れて、かつての空手がそうであった、総合武道の姿へと復元を目指す会派などもあらわれた。

### 戦後（沖縄）

#### 統一組織の誕生
戦後の沖縄では、戦争の爪痕も深く、県下の各流派・道場は個別に活動しており統一組織は存在していなかったが、まず1956年（昭和31年）、上地流、剛柔流、小林流、松林流の4流派によって沖縄空手道連盟（会長・知花朝信、沖空連）が結成された。次に全日本空手道連盟（旧）理事の保勇（少林寺流錬心舘）が仲立ちとなって全日本空手道連盟沖縄地区特別本部（会長・島袋善良）が1960年（昭和35年）に結成された。翌1961年（昭和36年）には、古武道系諸団体を中心に沖縄古武道協会（会長・比嘉清徳、古武道協）が結成された。
1963年（昭和38年）、沖空連から知花朝信一派が脱退、その4年後の1967年（昭和42年）に沖空連は解消され、全沖縄空手道連盟（会長・長嶺将真、全沖空連）が新たに結成された。同年、全日本空手道連盟沖縄地区特別本部は沖縄空手道連合会へ、古武道協は全沖縄空手古武道連合会（会長・比嘉清徳）へとそれぞれ改組された。

#### 国体参加問題
1981年（昭和56年）、沖縄空手界では、国体への参加問題と、これに伴う全日本空手道連盟（全空連）への加盟問題がこじれて大問題に発展した。全空連は、沖縄県体育協会（会長・大里喜誠）傘下の全沖空連に対して、沖縄側の加盟にあたって審査資格を八木明徳（剛柔流）、比嘉佑直（小林流）、上地完英（上地流）の長老三氏にのみ認め、ほかは本土側の審査を受けると通告したため、沖縄側が本土の支配下に置かれるとして反発した。しかし、海邦国体を間近に控え、業を煮やした沖縄県体育協会はついに、全沖空連を「不適当団体」として脱会処分にし、代わりに剛柔流（宮里栄一）、小林流（宮平勝哉、比嘉佑直）、松林流（長嶺将真）、本部御殿手（上原清吉）等によって結成された沖縄県空手道連盟（県空連、会長・長嶺将真）の入会を認めた。
全空連加盟を容認する県空連に対して、全沖空連側は「沖縄伝統の空手が日本空手道連盟の支配下に置かれることは納得できない」と強い不満を表明したが、県空連側も「全空連の内部にとび込んで、沖縄空手の向上を図るべき」（長嶺将真）として両者の主張は平行線をたどった。

#### 揺れる沖縄空手
1982年（昭和57年）、くにびき国体（島根県）の予選も兼ねた県空連主催の第一回空手道選手権大会が開催された。そして、1987年（昭和62年）、沖縄県で海邦国体が開催され、沖縄勢は型で全種目優勝を果たすなど空手道競技9種目中5種目を制覇して、本場の面目を保った。
しかし、当初全空連に加盟して内部から改革すると意気込んでいた県空連の改革姿勢も、本土側によって無視され不発に終わった。特に国体における指定型は、当初全空連（江里口栄一専務理事）は首里系4つ、那覇系4つの「名称のみの指定である」と沖縄側へ説明していたが、実際は本土四大流派の型であり、同一名称でも沖縄の型で試合に出ることはできなかった。この事実を知らされショックを受けた県空連は全空連に要望書を提出したが、沖縄に型の権威を奪われることを警戒する本土側によって黙殺された。
こうして、国体参加を通じて沖縄空手を本土に広めるとした沖縄側の理想は不発に終わり、むしろ近年では競技空手にいそしむ若手を中心に本土側の型や型解釈が広まってきており、沖縄空手はそのアイデンティティーをめぐって揺れている。

## 型と組手

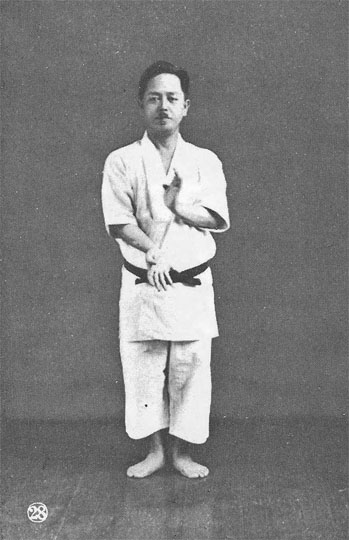
摩文仁賢和のソウチン

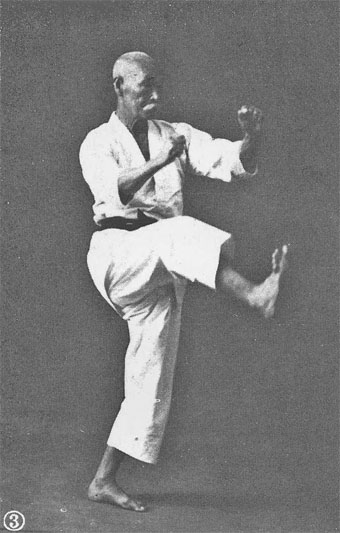
花城長茂のジオン

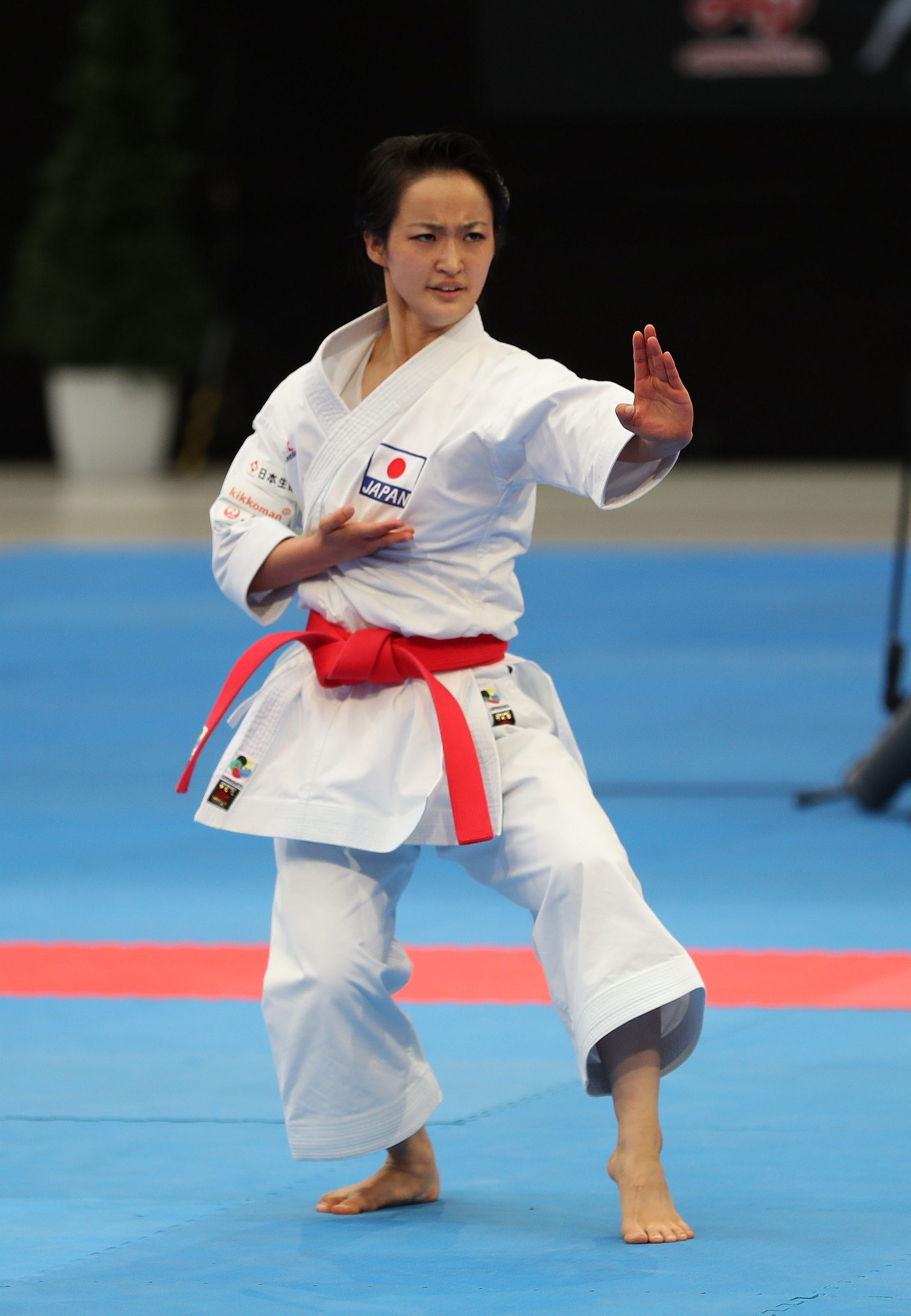
2020年東京オリンピック銀メダルの清水希容

型（形とも）と組手は、空手の基本構成であり、昔からこの二つを練習することが基本となっている。しかし、いずれが主であるかなど、基準が時代と共に変化してきている。かつては型の修行に最も価値がおかれていたが、近年では試合制の導入などにより組手重視の傾向にあり、またそれゆえ、両者の乖離（かいり）が問題ともなっている。

### 型
型（形）とは、一人で演武する空手の練習形式である。各種の技を決まった順序で演武し、演武時間は型によって数十秒から数分間続く。修業者は型の練習を通じて、空手の基本的な技や姿勢を身につけるだけでなく、組手などへの実践応用に必要な空手独特の身体動作を身につけることができるとされる。
空手の型の数はすべて数えれば数十にもなり、すでに失伝した型もあれば、明治以降新たに創作された型（ピンアン等）もある。首里手、泊手、那覇手の各系統によって、習う型の種類には相違があり、また流派によっても相違がある。同じ型でも流派によって、また沖縄と本土によっても相違が存在する。
首里手の型には、ナイファンチ、バッサイ、クーサンクーなどがある。泊手の型には、ナイファンチ、ワンシュー、ローハイなどがある。那覇手の型には、サンチン、セイサン、スーパーリンペイなどがある。
今日では型の試合も実施され、型の演武それ自体が一つの競技とされるに至っている。試合化によって、型の完成度が高まると期待される一方、勝敗を意識して、難易度の高い型を選ぶ、同じ型でもより見栄えのするように演武する弊害、いわゆる「華手（ハナディー）」の問題なども指摘されている。

#### 首里手・泊手系の型一覧
| 型の名称                              | 伝承者（作者）                     | 備考                                                                     | 型の名称                     | 伝承者（作者）         | 備考                                                             |
| ------------------------------------- | ---------------------------------- | ------------------------------------------------------------------------ | ---------------------------- | ---------------------- | ---------------------------------------------------------------- |
| ナイハンチ（初〜三段）                | 松村宗棍、糸洲安恒、松茂良興作     | 首里手・泊手系の各流派に伝わる                                           | 竜波（ルーファー）           | 比嘉清徳               | 武芸の会に伝わる                                                 |
| パッサイ（大・小）                    | 糸洲安恒、親泊興寛                 | 首里手・泊手系の各流派に伝わる                                           | 二段武（ニダンブ、大）       | 比嘉清徳               | 武芸の会に伝わる                                                 |
| クーサンクー（大・小）                | 糸洲安恒・北谷屋良                 | 首里手・泊手系の各流派に伝わる                                           | 二段武（ニダンブ、小）       | 岸本祖孝               | 武芸の会に伝わる                                                 |
| チャンナン                            | （糸洲安恒）                       | ピンアンの原型。本部朝基に伝わる                                         | 三波武（サンパブ、大・小）   | 比嘉清徳               | 武芸の会に伝わる                                                 |
| ピンアン（平安、初〜五段）            | （糸洲安恒）                       | 首里手系の各流派に伝わる                                                 | アーナンクー（阿南君、南光） | 喜屋武朝徳             | 台湾より伝わる                                                   |
| ジオン（慈恩）                        | 花城長茂                           | 首里手系の各流派に伝わる                                                 | 白鶴（ホーフヮー）           | 祖堅方範               | 少林流松村正統に伝わる                                           |
| 五十四歩（ウーセーシ）                | 屋部憲通                           | 首里手系の各流派に伝わる                                                 | アーラン                     | 幸地克秀               | 幸地道場に伝わる                                                 |
| ワンカン（王冠）                      |                                    | もとは泊の型。首里手・泊手系の各流派に伝わる                             | 二十四歩（ニーセーシー）     |                        | 武芸の会に伝わる                                                 |
| ローハイ                              |                                    | もとは泊の型。首里手・泊手系の各流派に伝わる                             | ソウチン（壮鎮）             | 新垣世璋               | 新垣派の型。首里手系の流派に伝わる。                             |
| チントウ（鎮東、鎮闘） （別名、岩鶴） | 泊の城間と金城                     | 泊村に住む福州安南の漂着人より伝えられた。首里手・泊手系の各流派に伝わる | セーサン（十三歩、半月）     | 松村宗棍               | セーシャンとも。那覇手のセイサンと同系統の型。喜屋武朝徳に伝わる |
| チンテー                              | 松茂良興作、親泊興寛               | 泊村に住む福州安南の漂着人より伝えられた。首里手・泊手系の各流派に伝わる | ドーチン                     | 兼島信助               | 台湾より伝わる                                                   |
| ジーン                                | 泊の山里                           | 泊村に住む福州安南の漂着人より伝えられた。首里手・泊手系の各流派に伝わる | 普及型（一、二）             | （長嶺将真、宮城長順） |                                                                  |
| ジッテ                                | 泊の仲里                           | 泊村に住む福州安南の漂着人より伝えられた。首里手・泊手系の各流派に伝わる | 基本型（一〜三）             | （知花朝信）           | 少林流に伝わる                                                   |
| ワンシュウ（汪楫、汪輯）              | 真栄田親雲上、本部朝勇、喜屋武朝徳 | もとは泊の型。首里手・泊手系の各流派に伝わる                             | 基本型（三〜五）             | （仲里周五郎）         |                                                                  |
| ウンスー（雲手）                      | 本部朝勇、摩文仁賢和               | 新垣派の型。首里系の各流派に伝わる                                       | 太極                         | （船越義豪）           | 松濤館に伝わる                                                   |
| 白熊                                  | （本部朝基）                       | 本部流に伝わる                                                           | 明星                         | （摩文仁賢和）         | 糸東流に伝わる                                                   |
| 元手（一・二）                        | 本部朝勇                           | 本部御殿手に伝わる                                                       | 青柳                         | （摩文仁賢和）         | 糸東流に伝わる                                                   |
| 合戦手（三〜五）                      | （上原清吉）                       | 本部御殿手に伝わる                                                       | 十六                         | （摩文仁賢和）         | 糸東流に伝わる                                                   |
| ジッチン（実戦）                      | 本部朝勇                           | 本部御殿手、武芸の会に伝わる                                             | 松風                         | （摩文仁賢和）         | 糸東流に伝わる                                                   |
| 松三戦（ショウサンチン）              | 松村宗棍                           |                                                                          | リンカン                     | （摩文仁賢和）         | 糸東流に伝わる                                                   |
| 元手三戦（ムートディーサンチン）      | 本部朝勇                           | 武芸の会（比嘉清徳）に伝わる                                             | 心波（シンパー）             | （摩文仁賢和）         | 糸東流に伝わる                                                   |
| スンスー                              | 島袋龍夫                           | 一心流に伝わる                                                           |                              |                        |                                                                  |

#### 那覇手系・その他の型一覧
| 流派   | 型の名称                   | 伝承者（作者）        | 備考                                                   | 流派   | 型の名称                     | 伝承者（作者）          | 備考                 |
| ------ | -------------------------- | --------------------- | ------------------------------------------------------ | ------ | ---------------------------- | ----------------------- | -------------------- |
| 湖城流 | 天巻                       | 湖城家                | 湖城親方以来七代にわたって一子相伝として湖城家に伝わる | 剛柔流 | スーパーリンペイ（壱百八手） | 東恩納寛量、 宮城長順   | 別称ペッチューリン   |
| 湖城流 | 空巻                       | 湖城家                | 湖城親方以来七代にわたって一子相伝として湖城家に伝わる | 上地流 | 三戦（サンチン）             | 上地完文                | 中国福建省より伝わる |
| 湖城流 | 地巻                       | 湖城家                | 湖城親方以来七代にわたって一子相伝として湖城家に伝わる | 上地流 | 十三（セーサン）             | 上地完文                | 中国福建省より伝わる |
| 湖城流 | 白龍                       | 湖城家                | 湖城親方以来七代にわたって一子相伝として湖城家に伝わる | 上地流 | 三十六（サンセーリュー）     | 上地完文                | 中国福建省より伝わる |
| 湖城流 | 白虎                       | 湖城家                | 湖城親方以来七代にわたって一子相伝として湖城家に伝わる | 上地流 | 完子和（カンシワ）           | （上地完英）            |                      |
| 湖城流 | 白鶴                       | 湖城家                | 湖城親方以来七代にわたって一子相伝として湖城家に伝わる | 上地流 | 十六（セーリュー）           | （上地完英）            |                      |
| 湖城流 | チントウ                   | 湖城家                | 湖城親方以来七代にわたって一子相伝として湖城家に伝わる | 上地流 | 完戦（カンチン）             | （上地完英）            |                      |
| 湖城流 | ジオン                     | 湖城家                | 湖城親方以来七代にわたって一子相伝として湖城家に伝わる | 上地流 | 完周（カンシュー）           | （上原三郎）            | 旧第二セーサン       |
| 湖城流 | パッサイ大、小             | 湖城家                | 湖城親方以来七代にわたって一子相伝として湖城家に伝わる | 上地流 | 十戦（セーチン）             | （糸数盛喜）            |                      |
| 湖城流 | クーシャンクー大           | 湖城家                | 湖城親方以来七代にわたって一子相伝として湖城家に伝わる | 劉衛流 | サンチン                     | 仲井間憲里、 憲忠、憲孝 | 仲井間家に伝わる     |
| 湖城流 | ナイファンチ1 - 3          | 湖城家                | 湖城親方以来七代にわたって一子相伝として湖城家に伝わる | 劉衛流 | セーサン                     | 仲井間憲里、 憲忠、憲孝 | 仲井間家に伝わる     |
| 湖城流 | ピンアン1 - 5              | 湖城家                | 湖城親方以来七代にわたって一子相伝として湖城家に伝わる | 劉衛流 | ニセーシー                   | 仲井間憲里、 憲忠、憲孝 | 仲井間家に伝わる     |
| 新垣派 | ニーセーシ                 | 新垣世璋              | 首里系各流派に伝わる                                   | 劉衛流 | サンセールー                 | 仲井間憲里、 憲忠、憲孝 | 仲井間家に伝わる     |
| 新垣派 | ウンスー                   | 新垣世璋              | 首里系各流派に伝わる                                   | 劉衛流 | セーユンチン                 | 仲井間憲里、 憲忠、憲孝 | 仲井間家に伝わる     |
| 新垣派 | ソーチン                   | 新垣世璋              | 首里系各流派に伝わる                                   | 劉衛流 | オーハン                     | 仲井間憲里、 憲忠、憲孝 | 仲井間家に伝わる     |
| 剛柔流 | サンチン（三戦）           | 東恩納寛量、 宮城長順 | 剛柔流系の型は東恩流、糸東流にも伝えられている         | 劉衛流 | パーチュー                   | 仲井間憲里、 憲忠、憲孝 | 仲井間家に伝わる     |
| 剛柔流 | 転掌（テンショウ）         | （宮城長順）          | 旧六機手                                               | 劉衛流 | アーナン                     | 仲井間憲里、 憲忠、憲孝 | 仲井間家に伝わる     |
| 剛柔流 | 撃砕（一、二、ゲキサイ）   | （宮城長順）          |                                                        | 劉衛流 | パイクー                     | 仲井間憲里、 憲忠、憲孝 | 仲井間家に伝わる     |
| 剛柔流 | サイファー（砕破）         | 東恩納寛量、 宮城長順 |                                                        | 劉衛流 | ヘイクー                     | 仲井間憲里、 憲忠、憲孝 | 仲井間家に伝わる     |
| 剛柔流 | シソーチン(四向鎮)         | 東恩納寛量、 宮城長順 |                                                        | 劉衛流 | パイポー                     | 仲井間憲里、 憲忠、憲孝 | 仲井間家に伝わる     |
| 剛柔流 | セーサン（十三手）         | 東恩納寛量、 宮城長順 |                                                        |        |                              |                         |                      |
| 剛柔流 | セーパイ（十八手）         | 東恩納寛量、 宮城長順 |                                                        |        |                              |                         |                      |
| 剛柔流 | サンセーリュー（三十六手） | 東恩納寛量、 宮城長順 |                                                        |        |                              |                         |                      |
| 剛柔流 | クルルンファー（久留頓破） | 東恩納寛量、 宮城長順 |                                                        |        |                              |                         |                      |
| 剛柔流 | セーエンチン（征遠鎮）     | 東恩納寛量、 宮城長順 | セーユンチンとも。戦前は制引戦と表記した               |        |                              |                         |                      |

### 組手

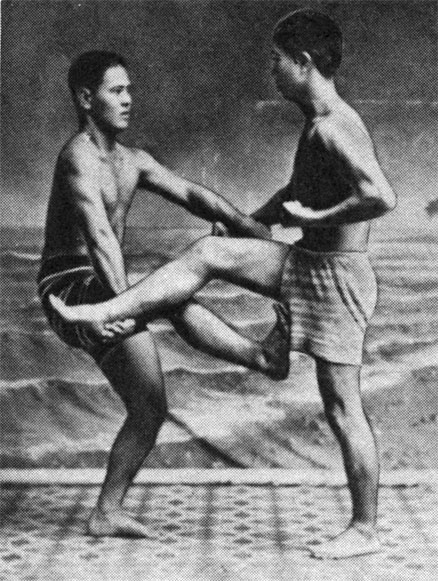
若き日の宮城長順と許田重発。型分解、もしくは「武備誌」にある九天風火院三田都元帥（ブザーガナシー）のポーズを模して組手にしたものと思われる。

組手は、主に二人で相対しておこなう練習形式である。決められた手順に従って技を掛け合う「約束組手」、自由に技を掛け合う「自由組手」、さらには勝敗を目的とした「組手試合」が存在する。

#### 歴史
組手は琉球王国時代から行われていたが、制式化されてなお現存するのは本部朝基が大正時代に発表した十二本の約束組手が最古で、それ以前のものは現存していない。尚泰王の冊封式典のために訪れた清の使節の前で「交手」という名の武技が披露されたという記録があり、これは組手のことを指すと考えられているが、その具体的な内容は不明である。
上述の本部朝基やその友人屋部憲通などを例外とすれば、戦前は型稽古が中心で、組手は学校体育向けに単純なものがわずかに行われる程度であった。さらに制度化された自由組手はまだ存在せず、掛け試しと呼ばれる一種の野試合が存在するだけであった。
しかし、空手が本土に伝えられた当時、柔道や剣道ではすでに試合制が実施されており、また乱取り稽古も盛んであった。このため、永岡秀一（柔道十段）や磯貝一（柔道十段）等、講道館の重鎮達から「型だけではわからん」とその単独稽古偏重が厳しく批判されたという。こうした批判を受けて、大塚博紀や小西康裕等が自ら学んでいた神道揚心流柔術や竹内流柔術等の様式を取り入れて作ったものが今日の約束組手の起源である。
これ以降も空手の約束組手は本土の大学生達を中心に改良が重ねられていった。さらに戦後になると、本格的に組手試合が整備されていった。組手試合の形式には、下に示す三形式が主流であり、ルールの細かい点は流派・会派毎に特色が見られる。

#### 寸止め
打撃による怪我を防ぐため、原則相手の皮一枚で止める「寸止め」もしくは「極め」と呼ばれる試合形式。主に全空連に加盟する伝統派空手の各流派で行われている。試合によっては防具着用を義務付ける場合もあるが、それでも直接打撃は認めていない。しかし全空連を含む多くの試合では事実上当てることが認められており、直後の引き手でダメージの軽減を計っている。このことはルール記載上の文言とは馴染まないが黙認されている。この場合、試合に支障を来たすようなダメージが与えられた場合や引き手の程度により初めて「当てた」と審判にも認知されるのが通例である。

#### 防具付き空手
防具着用の上での直接打撃を行う試合形式。防具付き空手、硬式空手の各流派・会派で行われている。広義のフルコンタクト空手。

#### フルコンタクト
フルコンタクトと呼ばれる直接打撃を認める試合形式。防具などを一切着用せず素手、素足で試合をする。ただし、顔面への拳による攻め、金的への蹴り、膝への関節蹴りなど急所攻撃は禁じている。狭義のフルコンタクト空手。極真会館など。

## 空手の流派と競技形式

### 歴史
講道館に統一されている柔道とは異なり、空手道には無数の流派が乱立し、流派によって教える型や鍛練法、試合ルールも全く異なる。大別すると、空手道の競技形式は伝統派空手とフルコンタクト空手、防具付き空手に分類することができる。
糸洲安恒によれば、空手道はもと昭林流と昭霊流の二派が中国から伝来したものが起源とされる。前者は首里手となり、後者は那覇手となったとするのが一般的な解釈であるが、上記二派は中国でもその存在が確認されておらず、どの程度歴史的事実であったのかは、疑問の残るところである。そもそも「……流」という表記は日本的であり、中国では「……拳」と称するのが一般的であるとの指摘もある。
今日の空手流派は本土に伝来して以降のものである。最古の空手流派は、本部朝基が大正時代に命名した日本傳流兵法本部拳法（本部流）が、文献上確認できるものとしては最も古い。船越義珍の松濤館流も実質的には同程度古いが、この流派名は戦後の通称であり、船越自身は生涯流派名を名乗らなかった。昭和に入ってからは、宮城長順が昭和6年（1931年）に剛柔流を名乗っている。その後は、知花朝信（小林流・1933年）、摩文仁賢和（糸東流・1934年）、小西良助（神道自然流・1937年）、大塚博紀（神州和道流空手術・1938年）、保勇（少林寺流空手道錬心舘・1955年）、菊地和雄（清心流空手道・1957年）と、流派の命名が続いた。

### 伝統派空手
広義には、文字通り伝統的な空手の流派、すなわち、古流空手、全空連加盟等の本土空手、沖縄空手を含む。防具付き空手をこちらに分類することもある。伝統空手とも言う。狭義には、「寸止め」ルールを採用する全空連の空手およびその参加流派を指す場合が多い。下記の分類はあくまで概略的なものであり、それぞれにまたがる流派も多い。

#### 古伝空手（古流空手）
伝統派空手のうち、競技化、スポーツ化を志向せず、古伝（古流）の空手スタイルを重視する。特徴としては、伝統的な型稽古や組手稽古、沖縄古来の鍛錬法の重視、武器術の併伝などを挙げることができる。沖縄空手とほぼ同義で使われることもあるが、沖縄空手の中でも、特に糸洲安恒による空手近代化以前のスタイルを指して使われることもある。
古伝空手（唐手）もしくは古流空手（唐手）という用語自体は、比較的最近のものである。1990年代以降、伝統派空手の内部から空手の近代化に批判的な論客（柳川昌弘、新垣清、宇城憲治など）が現れ、彼らの著作がベストセラーになるようになった。特に2000年以降、甲野善紀らによる古武術ブームの影響もあり、古伝（古流）空手への回帰論は空手言論界に大きな影響を及ぼした。こうした研究者のすべてが古伝（古流）を標榜しているわけではないが、近代空手と一線を画する論調が相互作用して一つの潮流を形成している。
古伝（古流）空手では、型の再評価や型分解の見直し、また競技化される以前の組手にあった技法――急所攻撃、取手（関節技、投げ技）等――の探究、さらには「気」、丹田といった東洋的な概念の再評価が行われている。
古伝（古流）空手の流派には、湖城流、本部流、心道流などがある。他に沖縄本島の松林流喜舎場塾、日本本土の空手道今野塾、清心館大久保道場（全日本清心会）などの古流稽古スタイルの会派・道場がある。

#### 狭義の伝統派空手（全空連空手、寸止め空手）
一般には本土空手を指す場合が多い。全空連に加盟し、空手道の競技化、スポーツ化に力点をおいている。全空連が寸止めルールを採用していることから、寸止め空手と呼ばれることも多い。競技空手、スポーツ空手とも呼ばれる。本土空手は、剛柔流、松濤館流、和道流、糸東流が規模の上から一般に四大流派と呼ばれ、よく知られている。
本土空手は、大学や高校を中心に発展してきた。それゆえ、より若者向けに型や組手も沖縄より全体的に力強く、ダイナミックで、見栄えがするように変化してきている。しかし、近年では生涯武道という観点から、また古伝空手ブーム等の影響もあって、競技化への反省も見られる。他に本土という土地柄、他格闘技との融合や影響が見られるのも特徴である。
近年では、勝負の判定を従来よりスポーツライクなものとしたポイント制や、拳サポーターの色分け（青と赤。従来は両者が白で、赤と白の区別は赤帯を用いていた）、細かなものでは審判の人数や立ち位置など、ルールにかなりの見直しが施されている。これらはオリンピック種目化を目指しての革新と見られるが、スポーツ化したとき見た目にはさほど違いのないテコンドーが既にオリンピック種目となっているため、実現は容易ではないと考えられていた。
2016年8月3日（日本時間4日）、リオデジャネイロで開かれた国際オリンピック委員会総会で2020年東京オリンピックの追加種目の一つとして空手道が承認された。

#### 沖縄空手
沖縄に本拠をおく空手流派である。スポーツ化の傾向にある本土空手と距離をおく意味で、「沖縄空手」が本来の伝統武道空手として用いられる場合も多い。本土の流派が主導する全空連が指定形から沖縄の形を排除したことに反発して、沖縄は本土と距離を置くようになった。しかし、沖縄県空手道連盟のように全空連に加盟している組織もある。
沖縄空手の特徴としては、伝統的な型稽古や鍛錬法を重視している。組手は、本土よりも遅れていたが近年は全空連式の寸止め方式が逆輸入されて盛んになっている。以前は防具組手も行われていた。ほかに武器術や取手術の併伝などを挙げることができる。しかし、沖縄空手も糸洲安恒以降近代化しており、また本土からの影響もあって、琉球王国時代そのままというわけではない。明治以降、東恩納寛量や宮城長順による那覇手の改革、新たに中国からもたらされた上地流等の普及により、琉球王国時代の特徴をそのまま継承する流派はむしろ少数になっている。湖城流のように戦後県外に流出した古流流派も存在する。しかし、少数の道場では、今日でも古くから伝えられた技や稽古法の保存に努めている。近年では沖縄県自体も空手の発祥地を意識して、「沖縄空手」の国際的な宣伝に力を入れている。
沖縄空手の流派には、三大流派として剛柔流、上地流、小林流があり、他に糸東流、沖縄拳法、少林流、少林寺流、松林流、本部御殿手、沖縄剛柔流、沖縄松源流、劉衛流、金硬流などがある。本土の空手会派とは組織形態が異なり、多くの沖縄空手会派、流派は単独組織を維持し、本土より世界各国に、より数多くの支部道場を持ち、世界的な大きな広がりがある。

### フルコンタクト空手
直接打撃制ルールを採用する会派。開祖となった極真空手がもっとも有名であるが、広義には以下のものも含まれる。そもそも直接打撃制ルール自体は寸止めルールよりもはるかに歴史は古い。

#### 狭義のフルコンタクト空手（極真カラテなど）
極真会館とその分派の多くに代表される「手技による顔面攻撃以外」の直接打撃制ルールを採用する会派のことを指す。しかし、近年では国際FSA拳真館や極真館など一部の試合で手技による顔面への直接打撃を認める会派も増えている。また、最近は幼年部・少年部・壮年部の人口が増加しているため、上級者以外ではヘッドギアやサポーターをつけることが多くなっている。極真会館の分派以外には伝統派空手の分派や、少林寺拳法の分派である白蓮会館、日本傳拳法の流れを汲む士衛塾、国際FSA拳真館などがある。2013年（平成25年）には、新極真会の緑健児とJKJOの渡辺正彦の呼びかけで、全日本フルコンタクト空手道連盟（JFKO）が発足。いわゆる直接打撃制ルールを採用するフルコンタクト空手諸団体の統括組織と位置付けられている。そして2014年（平成26年）5月、直接打撃制（フルコンタクト）ルールを採用するフルコンタクト空手界で初の統一大会（JFKO主催による第1回全日本フルコンタクト空手道選手権大会）が大阪市中央体育館で開催された。

#### アメリカのフルコンタクト空手
フルコンタクト空手のもともとの意味は、アメリカで始められたキックボクシング的なプロ空手のことである。ボクシングとの差異を計るため、1ラウンド毎に対戦相手の腰より上へのキックを8本以上蹴らなくてはならないルールが特徴的。参加選手の出身流派は、沖縄や日本の空手諸流派だけでなく、韓国のテコンドーやアメリカなど欧米諸国で誕生した新興流派の出身者も多い。現在はキックボクシングの一種として“フルコンタクト・キックボクシング”という呼び名で、競技として成熟しつつある。

#### 総合空手（格闘空手、バーリトゥード空手）
打撃のみならず、投技や寝技なども取り入れ、いわゆる総合格闘技に近い形での試合を行う会派を指す。代表的な会派は、一切の防具着用をせず、また一部で素手の拳による顔面攻撃を認めた試合を行うため、もっとも過激なルールと言われる真武館などや、空道の分派である空手道禅道会や空手道誠空会などが挙げられる。

#### POINT&KOルール空手
極真空手に代表されるフルコンタクトスタイルに加えて、相手が防御できない状態で正確な蹴りが入った場合、ダメージの大きさにかかわらず技術点としてポイントを与え、技術的優劣を明確にするPOINT&KOルールで試合をする会派である。胸部への突きとローキックを主体とするスタイルを改め、伝統空手のスピードとフルコンタクト空手の破壊力を取り入れている。主な会派として佐藤塾や寛水流空手などがある。

### 防具付き空手
防具をつけて試合をする空手競技のことである。組手競技ルールとしては元々寸止め空手やフルコンタクト空手よりも歴史が古く、空手界で最初の全国大会である全国空手道選手権大会も防具付きルールで行われていた。錬武会や錬心舘など伝統派空手の一部が長年掛けてルールと防具を改良し完成させた。詳しくは、防具付き空手を参照。

#### 伝統的な防具付き空手
防具着用の競技形式は戦前より研究され、東京大学の唐手研究会、大阪の摩文仁賢和、立命館大学の山口剛玄、剛柔流の宮城長順等がそれぞれで防具の使用を試みていた。また沖縄でも一時期は防具着用による試合が沖縄拳法（中村茂）の名称で行われていた。その中で制度として定着したのは戦後の武道禁止令の中、剣道の防具着用による金城裕が主導した韓武舘の防具付き空手だった。韓武舘は遠山寛賢の無流派主義を受け継ぐ道場で後に全日本空手道連盟（旧）に発展。後に四大流派等とともに現在の公益財団法人全日本空手道連盟を発足させ、全空連の協力団体として防具付き空手を統括する全日本空手道連盟錬武会となった。同様に伝統的な防具付き空手団体としては全日本少林寺流空手道連盟錬心舘、千唐会等があり、いずれも広義の伝統派空手に含む場合もある。錬武会は無流派主義で全空連の防具付き空手統括団体として他流派をルーツとする団体の加盟も認めている連盟であるが、錬心舘と千唐会は一流一派の会派団体となっている。いずれも、伝統的な動作や引き手を重視する一本勝負で試合を行い、錬武会と錬心舘は「技あり」に相当な打撃強度が求められる。また、錬心舘は蹴り技に特化しており、独特の回し蹴り（例として、「逆風足刀蹴り」、「二段回転蹴り」、「飛び後回し蹴り」など）や「螺旋手刀打ち」（最近、総合格闘技で使われるようになった「バックハンドブロー」）が多く使われる。

#### 硬式空手
硬式空手は久高正之がプラスチック製の防具スーパーセーフを開発した事にはじまり、1981年（昭和56年）、錬武舘東京本部や拳行館、日本正武館、剛武舘を中心に、錬武会から分かれて作られた競技形式である。錬武会の一本勝負と異なり、「止め」までに時間をとってその間の攻防の中で当たった技を全て加点する、連打推奨の加点方式を採用している事が最大の特徴である。また名称は当時すでに主流であった寸止めルールを「軟式」として認識し、それに対抗する形で名づけられた。現在、硬式空手を行う団体は著作権等もあり全日本硬式空手道連盟のみであるが、2派に分裂していてそれぞれ千葉派、久高派と呼ばれ、両者の間には若干のルールの違いがある。連打推奨のため、伝統的な動作には錬武会や錬心舘ほど重きを置いていない。

#### セーフティー空手、防具空手
全日本セーフティー空手道連盟は硬式空手から分裂し、テコンドー団体と交流しながら蹴り技を主体とした組手競技を行う団体として発足した。また、同様の団体として平成に入ってから、全日本格斗打撃連盟、日本防具空手道連盟、全国防具空手道連盟などが相次いで発足した。安全性に配慮し、打撃強度は比較的軽くてもとり、当てること重視で動作も伝統派空手とは異なる。これらの団体は「防具付き空手」ではなく「防具空手」と名乗る傾向がある。キックボクシングや新空手等とも交流がある。

#### 広義の防具付き空手
全日本空手道連盟ルールにおいても、安全具としてメンホーという防具を装着する場合がある。ただし、これらはあくまで「寸止め」が前提であって直接打撃を前提とする上記の団体とは異なる。また、フルコンタクト空手団体にも、顔面に防具を着用する部門を設ける場合があるが、基本的にはフルコンタクトルールなのでダメージ制であり、手技による顔面への攻撃は認められていないことが多い。
しかし近年では、極真空手を出所とする団体間で顔、胴、脛、拳等に防具を着用し、突き（顔面への直突きのみ寸止めで認められる）・蹴り（下段蹴りは禁止）の攻撃をポイント制とするセミコンタクトルールが導入されている。

## 段級位・色帯・称号
空手道の段級位制は、講道館柔道を参考にして導入された。段位は大正13年（1924年）に船越義珍が発行したのが、空手道史上、初めてと言われている。
帯はまず黒帯、白帯が導入された。黒帯は有段者、白帯は入門者の帯である。黒帯と白帯の中間（1 - 3級）には、多くの流派で茶帯を設けている。さらに、茶帯の下に、当初子供用に色帯が導入され、今日では一般化している。また伝統派空手の場合、段位については全日本空手道連盟が「公認段位」として認定している。一方で、フルコンタクト空手の場合、統括組織が確立していないため、各流派・団体の名義で段位を認定している。
称号は、大日本武徳会が授与するものであったが、降伏後、占領していた連合国軍最高司令官総司令部（GHQ/SCAP）の命令によって解散させられると、その後は流派、会派ごとによって、独自に授与するようになった。称号には、範士、教士（達士）、錬士があるが、称号を授与しない流派・団体も多く存在する。
| 段級位   | 帯の色           | 称号         |
| -------- | ---------------- | ------------ |
| 十段     | 黒、赤           | 範士         |
| 九段     | 黒、赤           | 範士         |
| 八段     | 黒、紅白         | 範士（達士） |
| 七段     | 黒、紅白         | 教士（達士） |
| 六段     | 黒、紅白         | 錬士         |
| 五段     | 黒               | 錬士         |
| 四段     | 黒               | 錬士         |
| 三段     | 黒               |              |
| 二段     | 黒               |              |
| 初段     | 黒               |              |
| 一級     | 茶               |              |
| 二級     | 茶・紫・灰等     |              |
| 三級     | 茶・緑等         |              |
| 四級以下 | 緑・黄・青・橙等 |              |
| 入門者   | 白               |              |

上記はあくまで一例であるが、一般的に普及している段級位や師範の認定は、各流派・団体が独自に行っているため、統一基準は存在しない。よって同じ段級位の者同士であっても技量に差があるケースがある。

## 空手道衣

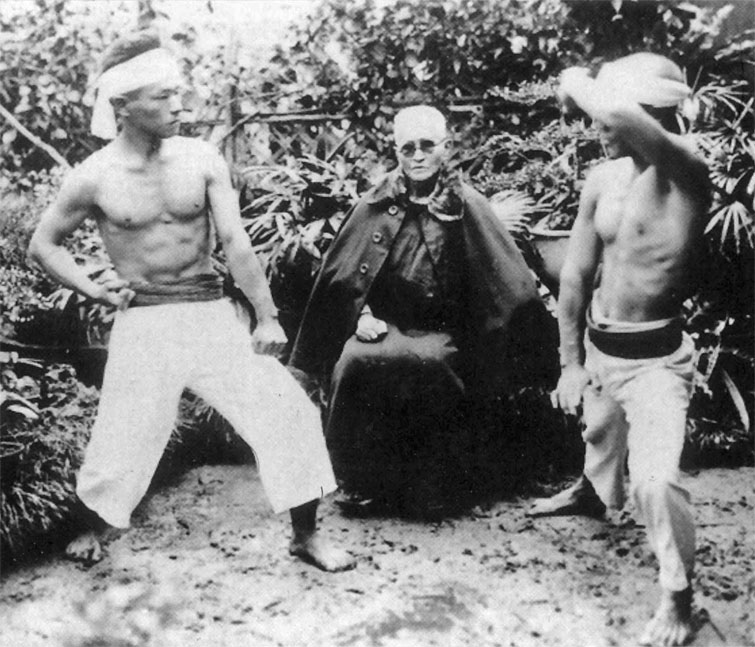
弟子の稽古を見守る喜屋武朝徳

琉球王国時代に空手道がどのような衣服で稽古されていたかは、史料がないため判然としない。戦前の写真などを見るかぎり、しばしば上半身裸で行われていたようである。『拳法概説』（昭和4年）に紹介されている喜屋武朝徳の説明によれば、裸で稽古する理由は「皮膚を強靱に鍛へると共に力の配合を明確に意識せん」がためであるとされる。喜屋武は、これは幼少の頃からの習慣であると述べているので、少なくとも明治初期から、おそらくは琉球王国時代からの習慣であったと考えられる。
この習慣は首里手に限らず、上掲の写真で宮城長順と許田重発が上半身裸で稽古していることからも、那覇手も含めた沖縄一般の習慣であったのだろう。ただし1921年（大正10年）に皇太子（後の昭和天皇）来沖の際に首里城正殿まで行われた空手演武（指揮：船越義珍）では、Tシャツ風の白衣上着に袴を着用した写真が残されている。
今日の空手道衣の起源は、1922年、船越義珍が講道館で演武する際に、神田の生地問屋から白木綿地を買ってきて、自ら手縫いで仕立てた柔道着らしきものが、文献上確認できる限りでは最古である。空手道衣がいつ販売されるようになったかは定かではないが、1934年（昭和9年）の『空手研究』にすでに空手道衣の広告が掲載されているので、昭和初期にはすでに販売されていた。その後、動作も稽古内容も柔道とは違うため、徐々に改良がなされ、今に至っている。

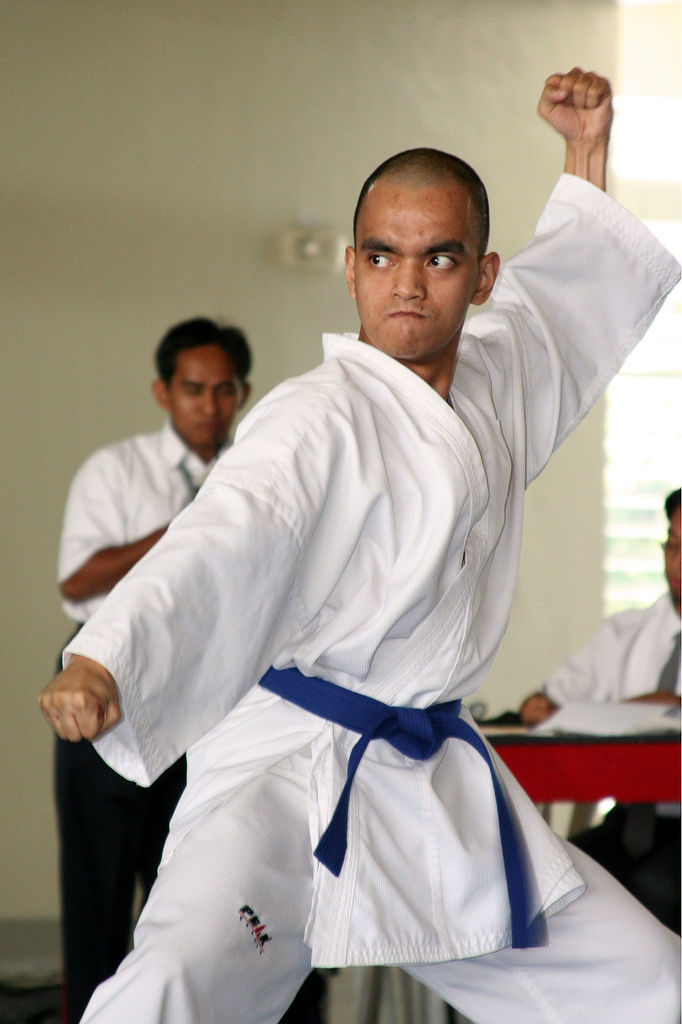
現在の空手道衣

空手道衣の構造は今日、伝統派空手とフルコンタクト空手において、おおむね次のような相違が見られる（詳細は流派・会派により異なる）。
伝統派空手
上衣の袖は、手首までの長さ。夏の猛暑であっても、「袖まくり」は認められない。ただし、道場師範の裁量で、稽古に限り黙認される場合もある。
裾に紐が縫い付けられており、襟を合わせた後これを結ぶことで、裾の乱れを防ぐ。
下穿き（ズボン）の長さは、踝の位置に合わせる。
所属流派・会派をあらわすワッペン等を後から空手衣に縫い付けるスタイルが多く、道場を通さなくても空手衣の購入が可能である。
フルコンタクト空手
上衣の袖は、肘が出るか隠れる程度の長さが多く、さらにノースリーブに近いものもある。
下穿き（ズボン）の長さは、床に付く程度にゆったりしている。
空手衣には、団体名をあらわすオリジナルのロゴマークが刺繍、またはワッペンが付けられており、各道場を通じて購入するのが一般的である。

## 教授法の変遷

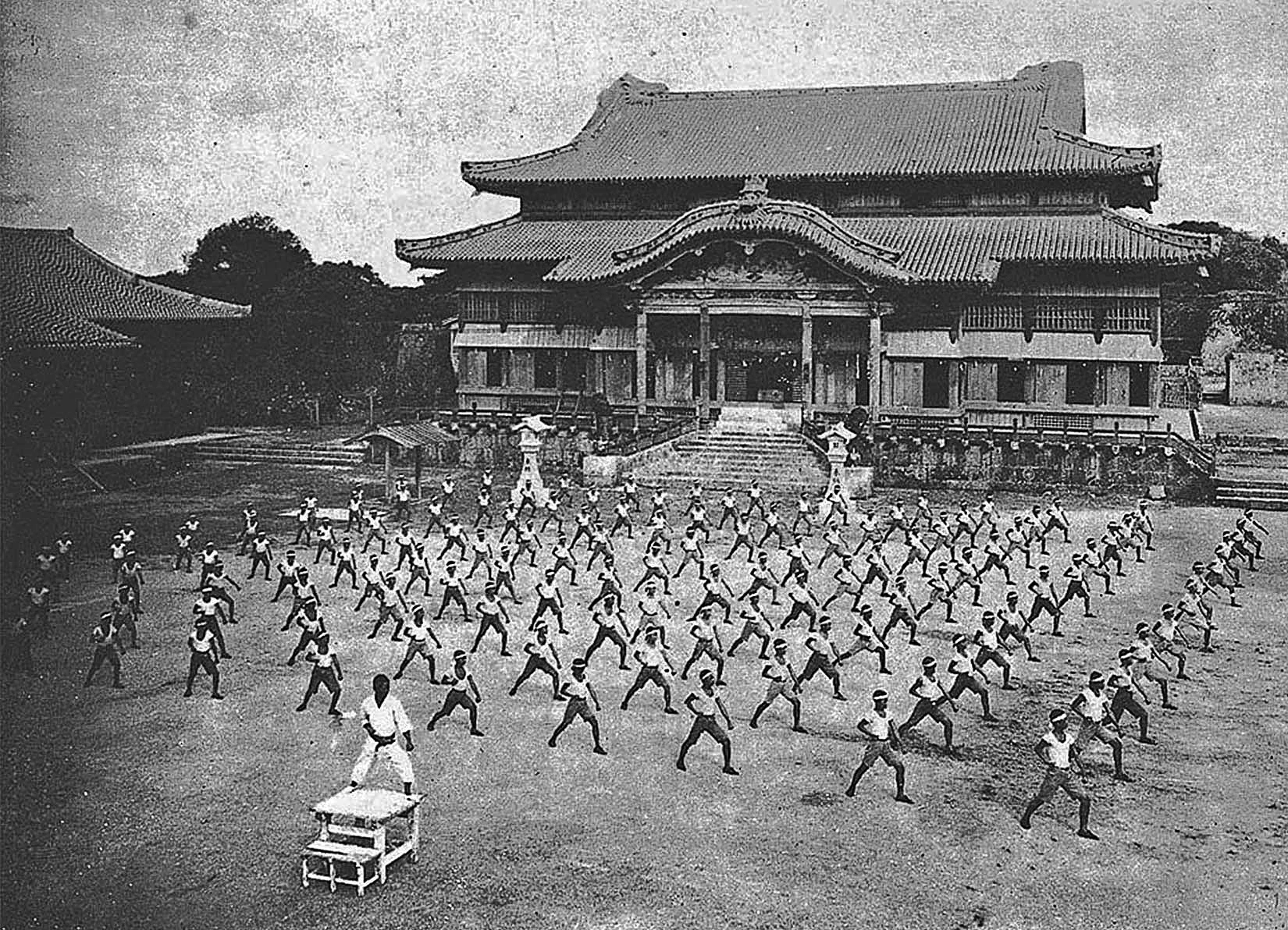
首里城での空手道演武（昭和初期）

琉球王国時代には、空手の教授は秘密裏に行われた。人目につかないよう夜に教えたり、場所も人里離れた墓地などで教えた。こういった秘密主義は、薩摩の在番役人を警戒する必要があったためであり、また「掛け試し」などの挑戦を避けるためでもあった。当時は道場などはなく、師匠がとる弟子の数も少数であった。
日本武術とは異なり、空手には伝書はなく、口伝と実技のみで技が伝授された。稽古は型の稽古が中心で、一つの型の習得に3年を費やしたとも言われる。組手は一種の約束組手が存在したが、制度化された自由組手や試合などはなく、覚えた技を試したい者は、掛け試しなどの実戦を行う必要があった。
明治以降、空手の教授法も急速な変化を遂げた。沖縄の中学校や師範学校の体育に採用されるなどして、空手は初めて一般に公開された。師弟との一対一の練習から、師範の号令と共に、多数の生徒が同じ動作や型の練習をするようになった。糸洲安恒が学校で子供達が学びやすいようにと、ピンアン（平安）の型を創作したのも、この時期である。
大正時代に入ると、那覇に沖縄唐手研究倶楽部が結成され、当時の沖縄の大家たちがこれに参加して、初めての共同研究や共同修練の試みもなされた。また船越義珍や本部朝基によって、空手史上、初めて空手書が出版されたのも大正時代であった。昭和に入ると、技に名称をつけたり、伝書の作成、組手の研究、さらには試合の導入などが試みられた。段級位制や色帯制が導入されると同時に、練習体系の合理化も進んだ。自前で道場をもつ空手家も現れ、多人数を相手に教えるようになった。
しかし、空手の近代化が進むにつれて、西洋の身体動作や運動理論の導入に対する反省も起こっている。古伝空手や沖縄空手の再認識・再評価も、近年活発である。

## 日本国外への影響

### アメリカ合衆国
最初にアメリカに空手を紹介したのは、戦前アメリカに移住した沖縄系移民達だったと考えられているが、公的な記録に乏しく、文献から追跡するのは難しい。著名な空手家では、屋部憲通がアメリカ本土に8年間滞在した後、1927年（昭和2年）4月、帰国途中に沖縄系移民の多いハワイへ立ち寄り空手道の講習会を開いた記録が残っており、屋部以降も、本部朝基、陸奥瑞穂（船越門下）、東恩納亀助（本部門下）、宮城長順といった空手家たちがハワイを訪れ、空手道を教授している。
アメリカ本土で本格的に空手が普及し始めたのは戦後からで、沖縄や日本本土で空手を習得した米国軍人たちによって伝えられた。代表的な人物には、しばしば「アメリカ空手道の父」とも言われるロバート・トリアス（1923年 - 1989年）がいる。トリアスは第二次世界大戦中、ソロモン諸島で本部朝基の弟子の中国人より空手道を習ったとされ、1946年、アリゾナ州フェニックスに空手道場を開設した。

### ヨーロッパ
ヨーロッパにおいては、1960年代以降、日本から空手道指導員が派遣されるという形で広まった。ドイツやイギリスで指導に当たった金澤弘和（松涛館流）やポルトガルで指導に当たった東恩納盛男（剛柔流）などの活躍が知られている。
旧ソ連では、1960年代半ば、モスクワの大学に初めて空手道部が設立された。しかし1973年、ソ連政府の方針によって日本武道が突然禁止され、代わってサンボが推奨されるようになった。再び空手道が行われるようになったのは、ソ連が崩壊しロシアとなって以降のことである。

### 韓国
韓国では、韓国併合時代の朝鮮半島から日本へ渡った人々が、知識や技術を持ち帰り、1940年代中盤に「コンスド（空手道）」、「タンスド（唐手道）」、または「カラテ（韓手）」の呼称で広まった。1950年代に入り、松濤館空手を源流に持つ人達を中心として名称統合が行われ「テコンドー」に発展し、その後に韓国の国技となった。なお、現在では、テコンドーの主要団体として、ITFとWT の2つがある。